# یواس‌اس ویساهیکون (اس‌پی-۸۵۲)
یواس‌اس ویساهیکون (اس‌پی-۸۵۲) (به انگلیسی: USS Wissahickon (SP-852)) یک کشتی بود که طول آن ۱۲۰ فوت (۳۷ متر) بود. این کشتی در سال ۱۹۰۰ ساخته شد.